# Plötzlich verliebt
Plötzlich verliebt (Sleepover) ist eine US-amerikanische Teenie-Komödie von Joe Nussbaum aus dem Jahr 2004.

## Handlung
Die 14-jährige Julie ist zutiefst traurig darüber, dass ihre beste Freundin Hannah umzieht. Zum Abschied veranstaltet Julie eine Pyjamaparty, bei der die fiese, intrigante Zicke Stacie und ihre Clique einen Wettbewerb vorschlagen. Julie muss mit einem Blinddate mit einem Lehrer, Klauen der Unterhose ihres Schwarms und dem Abstauben der Krone des älteren Jahrgangs rechnen.

## Kritiken und Zuschauerreaktionen
Von Kritikern wurde der Film fast ausnahmslos verrissen. Auf den Internetseiten von Rotten Tomatoes, auf denen Kritikerstimmen gesammelt werden, erreichte er mit einem Anteil von 15 % positiven Kritiken ein schlechtes Ergebnis. Der von Rotten Tomatoes wiedergegebene Konsens der Kritiker lautet, der Film werde nur vorpubertären Mädchen gefallen; für alle anderen sei er ein Schlafmittel.
Neben allgemeinen Mängeln des Films – insbesondere seiner Handlung – wurde auch kritisiert, dass der Film dicke Menschen diskriminiere, die als unpopulär dargestellt würden und nur Paare miteinander bilden sollten; als Absicht wurde angesehen, dass die Tanzszene des dicken Mädchens (gespielt von Kallie Flynn Childress) mit einem dicken Jungen mit Oingo Boingos Lied „We Close Our Eyes“ (Wir schließen unsere Augen) unterlegt wurde, während das Lied für den Tanz der populären und dünnen Hauptdarstellerin (Remember von Deborah Lurie und Gabriel Mann) die Aufforderung „Open your eyes/Take it all in“ (Öffne deine Augen/Nimm es alles [in dich] auf) enthielt.
Ungeachtet der schlechten Kritiken spielte der Film seine Produktionskosten von rund 10 Mio. US-Dollar wieder ein.

## Auszeichnungen
Im Jahr 2005 war der Film in mehreren Kategorien für den Young Artist Award nominiert, einzig Kallie Flynn Childress erhielt einen Preis in der Kategorie Best Performance in a Feature Film – Supporting Young Actress.